# Anopheles refutans
Anopheles refutans är en tvåvingeart som beskrevs av Alfred William Alcock 1913. Anopheles refutans ingår i släktet Anopheles och familjen stickmyggor.
Artens utbredningsområde är Sri Lanka. Inga underarter finns listade i Catalogue of Life.